# Langerak
Langerak é uma cidade dos Países Baixos, na província de Holanda do Sul. Langerak pertence ao município de Molenwaard, e está situada a .
The village of "Langerak" has a population of around 1730 habitantes.
A área de Langerak, que também inclui as partes periféricas da cidade, bem como a zona rural circundante, tem uma população estimada em 1730 habitantes.